# 백광두
백광두(1980년 1월 21일 ~ )은 대한민국의 배우이다.

## 학력
- 동국대학교 연극영화과
- 상명대학교 문화예술대학원 뮤직테크놀로지

## 연기 활동

### 드라마
- 2012년 SBS 미니시리즈 《신의》 ... 배충석 역
- 2014년 KBS2 미니시리즈 《빅맨》 ... 박변호사 역
- 2015년 SBS 주말연속극 《미녀의 탄생》

### 영화
- 2006년 《음란서생》 ... 건달 2 역
- 2006년 《시간》 ... 에필로그 연인 역
- 2007년 《화려한 휴가》 ... 스포츠 머리 사내 1 역
- 2012년 《미확인 동영상 : 절대클릭금지》 ... 한남자 역
- 2012년 《바람과 함께 사라지다》 ... 정조 역
- 2013년 《금지된 장난》... 승우 역
- 2014년 《끝까지 간다》 ... 취조실 비서 역
- 2015년 《내부자들》 ... 조상무 수하1 역
- 2017년 《더 킹》 ... 피아노 검사 역

### 연극
- 2007년 《시간의 목소리》
- 2007년 《시간》
- 2009년 《니나 변주곡》